# Sán lông
Sán lông (thuộc Ngành Plathelminthes) là 1 loài giun dẹp sống tự do, vùng nước ven biển hoặc ao, hồ (ít gặp).

## Đặc điểm
Hình lá, có đầu bằng, 2 bên có thùy khứu giác, mắt và lông bơi phát triển. Dẹp theo hướng lưng bụng, miệng nằm ở mặt bụng, tiếp theo miệng là các nhánh ruột, chưa có hậu môn, đuôi hơi nhọn.

## Cấu tạo
Cơ thể sán lông hình lá, hơi dài, dẹp theo hướng lưng bụng.

## Sinh sản
Sán lông sinh sản lưỡng tính:
- Sinh sản vô tính: tái sinh hoặc cắt đoạn.
- Sinh sản hữu tính
+ Trứng nằm trong kén cùng với noãn hoàng.
+ Trứng phân cắt xoắn ốc, nở thành con non hoặc ấu trùng

## Di chuyển
Di chuyển bằng lông bơi. Nhờ lông bơi mà sán lông đi chuyển nhẹ nhàng trong nước hay trượt trên giá thể.

## Lối sống
Chúng sống theo bầy đàn và sống dị dưỡng theo tập tính kí sinh và lối sống tự do . Chúng thích ẩn náu ở các khe đá để tìm thức ăn.